# 智満寺 (島田市)
智満寺（ちまんじ）は、静岡県島田市にある天台宗の寺院。駿河三十三観音霊場第3番札所。

## 歴史
神護景雲年間（767年 - 770年）、鑑真の孫弟子の広智によって開山された。光仁天皇より行基作と伝えられる千手観世音菩薩と「智満寺」の寺号を賜って寺を創建した。
その後、火事に遭い、1189年（文治5年）に源頼朝の命により千葉常胤によって再建された。これまで山号は「宝亀山」または「広智山」と称していたが、この時に千葉常胤にちなんで「千葉山」となった。
室町時代からは今川氏の庇護を受けている。今川氏滅亡後は、徳川家康によって整備された。現在の本堂は家康が建てたものである。
当寺の境内には、樹齢800年から1000年と推測される杉の巨木がある。「智満寺の十本スギ」として国の天然記念物に指定されている。10本の杉であるが、そのうち「開山杉」「子持杉」「頼朝杉」は、枯死などで現存しない。
大井川上流の川根本町上長尾にも同名の千葉山智満寺があるが、そちらは島田市の智満寺の末寺であったという説がある（1491年、曹洞宗に改宗）

## 文化財

### 重要文化財
- 智満寺本堂（重要文化財 昭和41年6月11日指定）[6]
- 智満寺の十本スギ（天然記念物 昭和37年6月29日指定）[7]

### 静岡県指定有形文化財
- 木造千手観音立像（静岡県指定有形文化財 明治33年4月7日指定）[8]
- 智満寺中門（静岡県指定有形文化財 昭和31年1月7日指定）[9]
- 智満寺薬師堂（静岡県指定有形文化財 昭和31年1月7日指定）[10]
- 智満寺薬師堂厨子（静岡県指定有形文化財 昭和31年1月7日指定）[11]
- 智満寺元三大師厨子（静岡県指定有形文化財 昭和31年1月7日指定）[12]
- 智満寺仁王門（静岡県指定有形文化財 昭和31年1月7日指定）[13]
- 紙本墨書称讃浄土経（静岡県指定有形文化財 昭和37年2月27日指定）[14]

### 島田市指定文化財
- 智満寺薬師如来坐像（島田市指定文化財 昭和59年5月22日指定）[15]
- 智満寺金剛力士立像（島田市指定文化財 昭和59年5月22日指定）[16]
- 智満寺木造千手観音立像（島田市指定文化財 昭和59年5月22日指定）[17]
- 智満寺不動明王及び二童子像（島田市指定文化財 昭和59年5月22日指定）[18]

## 交通アクセス
- 島田金谷ICより車27分。